# Cylisticus bergomatius
Cylisticus bergomatius là một loài chân đều trong họ Cylisticidae. Loài này được miêu tả khoa học năm 1928 bởi Verhoeff.